# Parcul Național Hardangervidda

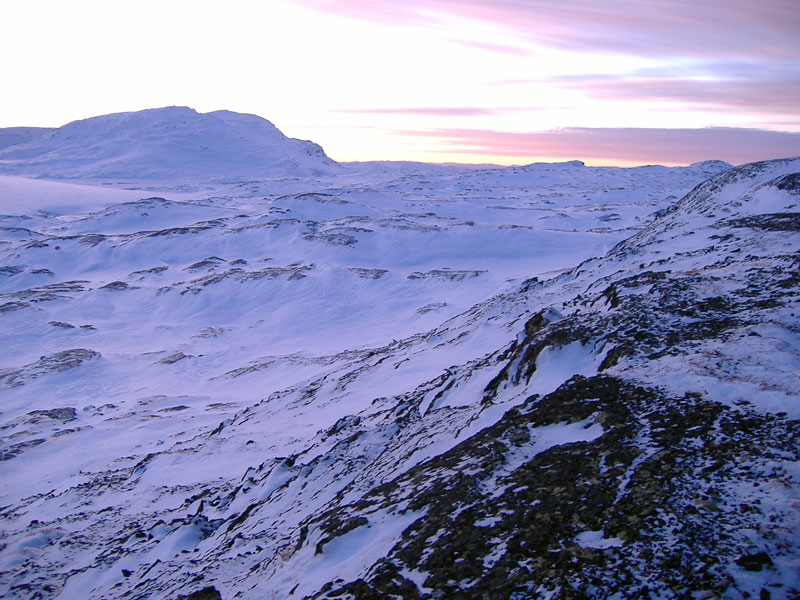

Parcul Național Hardangervidda din Norvegia, este situat pe podișul omonim care se găsește pe teritoriul județelor Hordaland, Buskerud și Telemark. Podișul este cel mai înalt din Europa având suprafața de 8.000 km² cu altitudinea de  1.200 - 1.400 m deasupra n.m. cu punctul cel mai înalt „Sandfloeggi” (1719 m). Din anul 1981 este declarat parc național cu  suprafața de  3.422 km² fiind unul dintre cele mai mari parcuri care sunt neatinse de mâna omului. Podișul s-a format prin acțiunea de eroziune a ghețarilor din timpul periodei de glaciațiune din pleistocen, fiind un platou aproape neted cu denivelări spre nord unde se află fiordurile Sørfjord și Eidfjord. Omul a început popularea platoului cu ca. 6000 de ani î.Hr. Azi turismul este principala sursă de venit a regiunii.
Coordonate: 60°3′N, 7°25′O
1. ↑  „Hardangervidda Nasjonalpark”, Naturbase (în norvegiană bokmål), Miljødirektoratet[*], accesat în 17 iulie 2019
2. ↑   https://faktaark.naturbase.no/?id=VV00001878, accesat în 17 iulie 2019 Lipsește sau este vid: |title= (ajutor)
3. ↑  Nationally designated areas inventory, accesat în 26 iunie 2021